# Disastro ferroviario di Hinton
Il disastro ferroviario di Hinton avvenne l'8 Febbraio 1986 con la collisione tra un treno merci della Canadian National Railway ed un treno passeggeri della VIA Rail chiamato Super Continental, che costò la vita di 23 persone compresi i macchinisti di entrambi i treni. Fu il più grande disastro ferroviario su suolo canadese dopo un incidente ferroviario avvenuto nella città di Dugald nel 1947, che ebbe 31 vittime e fu superato solamente dall'Incidente ferroviario di Lac-Mégantic avvenuto nel 2013, che ebbe 47 vittime.
Dopo 56 giorni di testimonianze in un'inchiesta pubblica, una commissione ha concluso che la collisione è stata causata dal fatto che il personale di testa delle merci non è riuscito a fermare il treno a causa di incapacità o altri fattori sconosciuti, mentre il capotreno nella cambusa non ha utilizzato il freno di emergenza per fermare il treno. Il rapporto ha inoltre evidenziato gravi carenze nella cultura e nelle pratiche di sicurezza della Canadian National Railway.

## Antefatto
La collisione è avvenuta su un tratto della linea principale transcontinentale della Canadian National Railway a ovest di Edmonton, vicino alla città di Hinton, Alberta. Le città di Jasper a ovest e di Edson a est erano vicine. Poco più della metà del tratto di binario di 171 chilometri (106 miglia) tra Jasper ed Edson era a doppio binario, inclusi 18,0 chilometri (11,2 miglia) di tracciato dal punto di controllo di Hargwen ovest al punto di controllo di Dalehurst. Il traffico su questa linea era controllato con il Controllo Centralizzato del Traffico (CTC)

### Treno passeggeri
La mattina dell'8 febbraio 1986, il treno n. 4 della VIA Rail Canada stava viaggiando in direzione est da Jasper a Edmonton nel suo viaggio transcontinentale. Il treno, che combinava Super Continental e Skeena, era composto da 14 unità nel seguente ordine:
- Locomotiva diesel FP7 numero 6566
- Locomotiva diesel F9B numero 6633
- Bagagli-Dormitorio 617
- Coach-Snack Bar 3229
- Auto numero 513 dello Skyline Dome
- 4-8-4[2] Carrozza letti 1139 Ennishore
- 4-8-4 Carrozza letti 1120 Elcott
- FP9ARM Locomotiva diesel numero 6300 (non operativa)
- Carro generatore di vapore 15445
- Bagagliaio 9653
- Carrozza Daynighter 5703
- Café-Lounge 757
- 4-8-4 Carrozza letti 1150 Estcourt
- Carro generatore di vapore 15404

La composizione insolita del treno era il risultato dell'accoppiamento di due servizi di linea separati dalla Columbia Britannica a Jasper. La sezione anteriore, originaria di Vancouver, era composta da due locomotive e cinque carrozze, mentre la seconda sezione (posteriore) da Prince Rupert era guidata da una locomotiva e cinque carrozze. Un generatore di vapore è stato accoppiato all'estremità del treno a Jasper per il trasferimento al deposito di Edmonton per la manutenzione.
Gli ingegneri Mike Peleshaty, 57 anni, ed Emil Miller, 53 anni, erano nella locomotiva di testa. A bordo del treno c'erano 94 passeggeri, 14 steward e 7 membri dell'equipaggio (115 in totale).

### Treno Merci

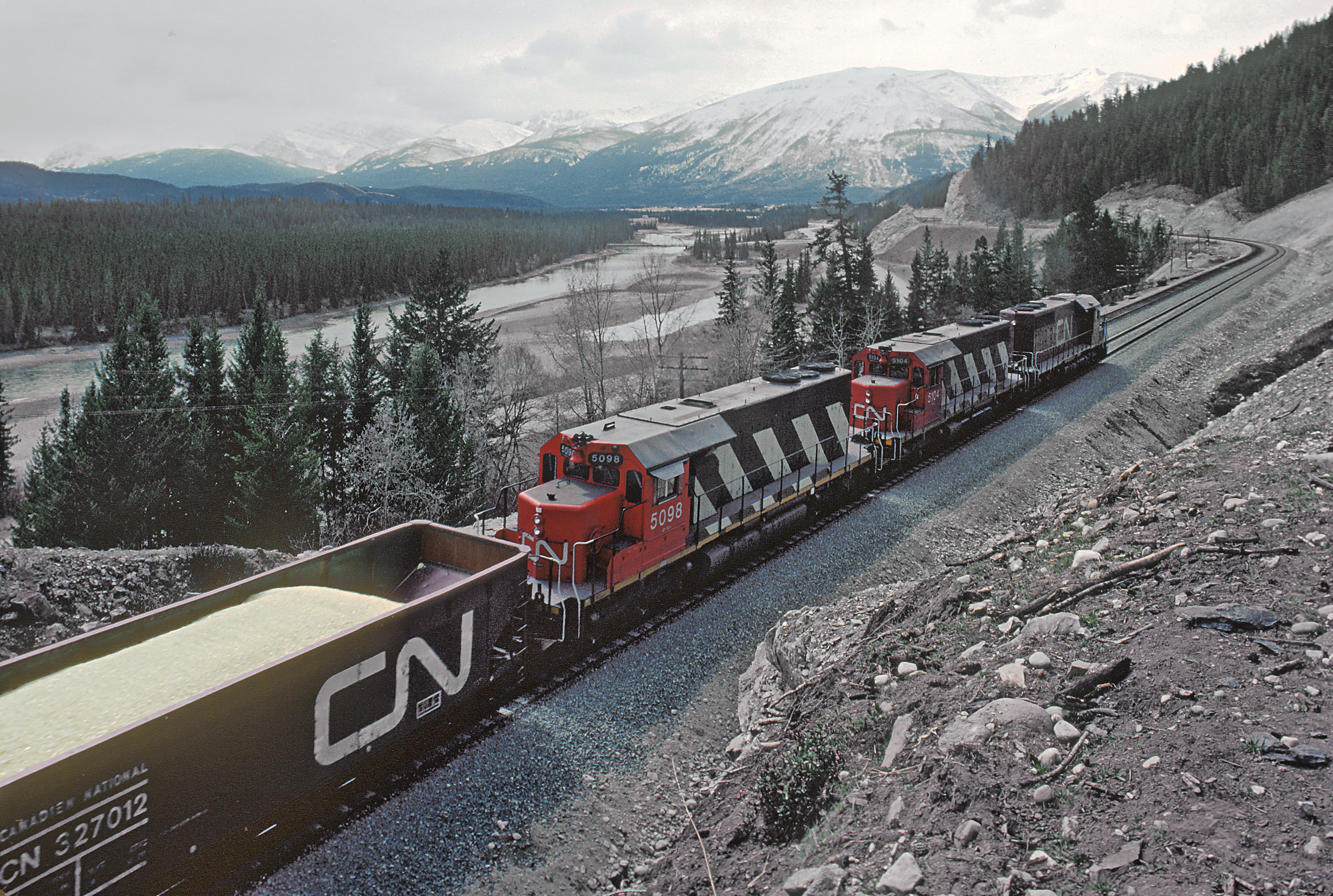
SD40 #5104 (la locomotiva al centro), una delle locomotive merci coinvolte nella collisione

Il treno n. 413 in direzione ovest della Canadian National Railway era costituito da tre locomotive, EMD GP38-2W numero 5586 e 2 EMD SD40 numeri 5104 e 5062, seguite da uno spargiconcime ad alta velocità, 35 tramogge cilindriche cariche di grano, 7 vagoni pianali con paratie carichi di grandi tubi, 45 tramogge cariche di zolfo, 20 vagoni cisterna carichi, altri 6 vagoni per il grano e una cambusa; in totale è composto da 3 locomotive e 115 carrozze. Era lungo 6.124 piedi (1.867 m) e pesava 12.804 tonnellate corte (11.432 tonnellate lunghe; 11.616 t). Sulla locomotiva di testa c'erano l'ingegnere John Edward "Jack" Hudson, di 48 anni, e il frenatore Mark Edwards, di 25 anni. Sulla cambusa, il capotreno Wayne "Smitty" Smith, di 33 anni.

## La collisione
Il treno merci ha lasciato Edson alle 6:40. A circa 38 km (24 miglia) da Edson, è stato fermato ai binari di raccordo fuori Medicine Lodge per consentire il passaggio a due treni in direzione est. È partito da Medicine Lodge alle 8:02 e ha percorso 5 km (3,1 mi), raggiungendo Hargwen alle 8:20 dove iniziava una sezione di doppio binario. Lo spedizioniere del treno a Edmonton ha impostato l'interruttore a doppio comando (DCS) in modo che il treno merci prendesse il binario nord.
Più o meno nello stesso momento, il Super Continental fu fermato a Hinton. È partito con cinque minuti di ritardo sul binario singolo. Alle 8:29, mentre il Super Continental si avvicinava all'inizio della sezione a doppio binario, il centralinista del CTC ha allineato lo scambio a doppio comando a Dalehurst sul binario sud. Ciò imposta il segnale dei tre aspetti assoluti al punto di controllo di Dalehurst sulla linea nord (circa 490 piedi (150 m) prima della fine del doppio binario) su un'indicazione di arresto assoluto di tre luci rosse fisse, che dicono al treno merci di non procedere oltre. Ciò ha anche impostato il segnale di avvicinamento a doppio aspetto situato a 13.600 piedi (4,1 km) a est di Dalehurst in giallo su rosso, dicendo al treno merci di ridurre la sua velocità a 30 miglia all'ora (48 km / h) e di prepararsi a fermarsi a Dalehurst.
L'indagine sull'incidente ha rilevato che il treno merci stava viaggiando a 95 km/h (59 mph) quando ha superato il segnale di avvicinamento: 14 km/h (9 mph) oltre il limite di velocità di 80 km/h (50 mph). L'equipaggio del treno merci non ha tentato di rallentare prima o dopo aver superato il segnale di avvicinamento.
Il treno merci ha proceduto oltre il punto di controllo di Dalehurst, attraversando lo scambio ed entrando nella sezione a binario unico. Alle 8:40, circa 18 secondi dopo l'ingresso nella tratta unica, la locomotiva di testa del treno merci si è scontrata frontalmente con la Super Continental in arrivo.
Entrambe le locomotive di testa furono distrutte, uccidendo i loro equipaggi. I vagoni anteriori e i vagoni merci deragliarono. Il carburante diesel delle locomotive si incendiò avvolgendo il vagone bagagli e la carrozza diurna; 18 dei 36 occupanti della carrozza giornaliera morirono. A causa dello slancio, i vagoni del treno merci si schiacciarono gli uni sugli altri, formando un grosso cumulo di detriti. Tutte e tre le locomotive merci seguite da 76 tramogge e vagoni cisterna furono distrutte o gravemente danneggiate.
Sul treno passeggeri, una carrozza è stata schiacciata da un vagone merci dopo essere stata lanciata in aria dalla forza della collisione, uccidendo uno dei suoi occupanti. Nel vagone a cupola, altri riuscirono a scappare attraverso una finestra nella cupola che era stata rotta dai passeggeri, o attraverso il buco lasciato dal vagone merci. I due vagoni letto che seguivano la vettura a cupola si sono scontrati l'uno con l'altro e sono stati lanciati su un fianco provocando feriti ma nessun decesso. La locomotiva del treno centrale (6300) è stata gravemente danneggiata (è stata riparata con una nuova sezione di cabina di un KCS EMD F7). Le ultime tre carrozze passeggeri nella parte posteriore del treno non sono deragliate, ma ci sono stati molti feriti.
Dopo che la parte posteriore del treno merci si è fermata, il capotreno Smith, ancora nella cambusa, ha tentato di contattare la parte anteriore del treno prima di contattare i servizi di emergenza dopo aver visto l'incendio.

## Le indagini
Il governo canadese ha istituito una commissione d'inchiesta per indagare sull'incidente. Era guidato dal giudice René P. Foisy, allora della Court of Queen's Bench of Alberta (successivamente della Court of Appeal of Alberta). L'inchiesta è durata 56 giorni di udienze pubbliche e ha ricevuto prove da 150 parti. La Commissione Foisy pubblicò il suo rapporto completo il 22 gennaio 1987.
L'indagine ha concluso che nessun individuo era da biasimare; ha invece condannato quella che Foisy ha descritto come una "cultura dei ferrovieri" che valorizzava la lealtà e la produttività a scapito della sicurezza. Come esempio di atteggiamento negligente nei confronti della sicurezza, Foisy ha osservato che le squadre di ingegneria che hanno preso il controllo dei treni a Edson lo hanno fatto "al volo". Mentre la locomotiva si muoveva lentamente attraverso il cortile, il nuovo equipaggio saliva a bordo e quello precedente scendeva giù. Sebbene questo metodo facesse risparmiare tempo e carburante, si trattava di una flagrante violazione delle norme di sicurezza che richiedevano le prove del freno stazionario dopo un cambio di equipaggio. La direzione ha affermato di non essere a conoscenza di questa pratica, anche se era abbastanza comune. Per quanto riguarda l'ingegnere John Hudson, la Commissione Foisy ha concluso che era possibile che la collisione fosse avvenuta perché si era addormentato ai comandi o aveva avuto un infarto o un ictus a causa delle sue pessime condizioni di salute.
Il rapporto ha evidenziato che non c'erano prove che nessuno dei due treni avesse tentato di frenare prima della collisione. L'analisi della linea ha mostrato che entrambi i treni sarebbero stati visibili l'uno dall'altro solo negli ultimi 19 secondi prima della collisione. Non è stato possibile trovare alcuna ragione conclusiva per la mancata reazione del personale del treno passeggeri, né c'erano prove che l'equipaggio del Super Continental avesse commesso degli errori prima dell'incidente. Non è stata trovata alcuna prova per spiegare perché il treno merci non si è fermato al segnale assoluto al punto di controllo di Dalehurst. Dopo aver eliminato il problema del segnale dal lato sbagliato, l'errore umano è stato considerato l'unica causa possibile. Gli esami sui resti degli equipaggi hanno escluso la droga o l'alcol come causa, anche se è stato rivelato che l'ingegnere del treno merci, Jack Hudson, era un alcolizzato e un forte fumatore che soffriva di pancreatite e diabete di tipo 2, mettendolo così a rischio per un infarto o un ictus. La commissione ha inoltre criticato il monitoraggio inefficace da parte di CN delle condizioni di salute di Hudson:
"La gravità delle condizioni mediche di Hudson... solleva una forte possibilità che sia stato un fattore che ha contribuito alla collisione dell'8 febbraio... La Commissione conclude quindi che le condizioni mediche dell'ingegnere Hudson probabilmente hanno contribuito al suo mancato controllo del treno 413. La Commissione conclude inoltre che esistono gravi carenze nel modo in cui CN ha monitorato e reagito a tale situazione. La Commissione ritiene inaccettabili sia le politiche che le procedure che hanno consentito a un uomo nello stato di salute di Hudson di essere responsabile della circolazione di un treno merci sulla linea principale della CN."
Un'altra norma di sicurezza spesso ignorata e menzionata nel rapporto era il "pedale dell'uomo morto", che un macchinista doveva tenere premuto affinché il treno continuasse a viaggiare. Se si addormentasse o svenisse, il suo piede scivolerebbe dal pedale, attivando un allarme e attivando automaticamente i freni del treno pochi secondi dopo. Tuttavia, molti ingegneri hanno trovato questo fastidioso e hanno bypassato il pedale posizionandovi sopra un peso pesante (spesso una ganascia del freno usurata). Non era certo se in questo caso il pedale fosse stato bypassato perché la locomotiva di testa del treno era stata distrutta. Era disponibile un dispositivo di sicurezza più avanzato, il reset safety control (RSC), che richiedeva ai membri dell'equipaggio di intraprendere un'azione come premere un pulsante a intervalli regolari, altrimenti si sarebbe verificata una frenata automatica, ma nessuna delle due locomotive di testa era dotata di questa caratteristica di sicurezza. La seconda locomotiva del treno merci era equipaggiata con RSC, ma non venne assegnata come locomotiva di testa perché mancava di una "cabina comfort". La pratica della direzione e del sindacato era quella di posizionare locomotive più confortevoli nella parte anteriore dei treni, anche a scapito della sicurezza.
Il rapporto rilevava inoltre che, sebbene gli equipaggi della parte anteriore e posteriore avrebbero dovuto essere in comunicazione regolare, ciò non sembra essere il caso in questo incidente. Quando il treno merci raggiunse Hargwen, l'ingegnere Hudson comunicò via radio al conduttore Smith che i segnali erano verdi, una comunicazione che fu ascoltata da un carico successivo. Mentre correva verso Dalehurst non c'erano prove di ulteriori comunicazioni. Il capotreno è responsabile del treno, quindi se Smith avesse ritenuto che il treno fosse fuori controllo o che ci fossero seri problemi, avrebbe dovuto attivare il freno d'emergenza nella cambusa per fermare il treno. Tuttavia, Smith, che sembrava essere nervoso mentre testimoniava, ha detto che non aveva la sensazione che il carico fosse mai fuori controllo, valutando male la sua velocità. Ha anche testimoniato di aver tentato di trasmettere Hudson su due radio e diversi canali, ma nessuno dei due sembrava funzionare, anche se subito dopo l'incidente Smith è riuscito a contattare via radio il centralinista. In ogni caso, nel caso in cui non ricevesse la comunicazione dalla testata, la normativa gli imponeva di azionare il freno di emergenza.

## Conseguenze
La maggior parte del materiale rotabile e quasi tutte le locomotive furono danneggiate in modo irreparabile dalla collisione e furono successivamente vendute come rottami. Solo l'unità Via Rail inutilizzabile, FP9ARM 6300, è stata riparata dopo la collisione. È tornato in servizio dopo una ricostruzione con una cabina completamente nuova da una locomotiva F7 4062 del Kansas City Southern. È stato l'ultimo FP9 in servizio su Via Rail prima di essere ritirato nel settembre 2011, ed è stato successivamente acquisito dalla British Columbia Chapter di la Società Storica Ferroviaria Nazionale. Nel 2023, 6300 risiedono presso la Heber Valley Railroad a Heber City, Utah.

## L'incidente nei media
Il disastro è stato descritto nell'episodio 11 della stagione 5 chiamato "Collisione ferroviaria", della serie televisiva canadese Indagini ad alta quota. Per le emittenti che non utilizzano il nome della serie Indagini ad alta quota, questo è uno dei tre episodi della terza stagione etichettati come spin-off di Crash Scene Investigation, che esaminano disastri marini o ferroviari.

## Incidenti simili
- Collisione ferroviaria del Maryland, dove anche in questo caso un treno merci ignorò i segnali e fu tamponato da un treno passeggeri Amtrak a tutta velocità; Si è scoperto che anche l'equipaggio di quel treno merci aveva capacità mentali limitate a causa dell'uso di marijuana e aveva anche caratteristiche di sicurezza per disabili.
- Collisione del treno Chatsworth del 2008, in cui un treno pendolare Metrolink ha ignorato i segnali e si è scontrato frontalmente con un treno merci della Union Pacific; si è concluso che il macchinista del treno pendolare fosse stato distratto da messaggi di testo.
- Collisione ferroviaria di Cayce, in cui gli scambi disallineati hanno causato la collisione di un treno passeggeri Amtrak con un treno merci CSX.